# Kamen Rider Den-O
Kamen Rider Den-O (仮面ライダー電王 Kamen Raidā Den'ō?), es la 17.ª temporada de la franquicia Kamen Rider, emitida en 2007. Compartiendo sintonía con Jūken Sentai Gekiranger. Esta temporada usó dos eslóganes: "Viajando a través del tiempo, ¡aquí vengo!" (時を超えて 俺、参上! Toki o koete ore, sanjō!?) y "¡El tren del tiempo, Den-Liner! ¿Será su próxima parada en el pasado o en el futuro? (時の列車デンライナー!次の駅は過去か?未来か? Toki no ressha Denrainā! Tsugi no eki wa kako ka? mirai ka??)

## Argumento
Ryotaro Nogami es un joven con mucha mala suerte. Un día, encuentra un Ticket extraño y las cosas se ponen raras cuando aparecen una misteriosa chica y un Gran Tren que puede viajar en el tiempo (Den-Liner), hasta ser poseído por entidades llamadas Imagin, seres de un futuro alternativo cuyo objetivo es tratar de cambiar el pasado. Aunque desconoce un poco la naturaleza de la crisis, Ryotaro, junto con la ayuda del impetuoso y violento Imagin, apodado Momotaros, se convierte en Kamen Rider Den-O, viajando a diferentes momentos en el Den-Liner para luchar contra los malvados Imagin para evitar que alteren el pasado, para que no se vea afectado el presente y el futuro. Durante su aventura, A Ryotaro se le unen otros Imagin que le ayudan: el mentiroso, manipulador y mujeriego Urataros,  el fuerte y dormilón Kintaros , y el infantil e inquieto Ryutaros. Más tarde se encuentra con el misterioso Yūto Sakurai y su torpe Imagin Deneb, que es su compañero. Yūto no es sólo Kamen Rider Zeronos, si no también es la encarnación más joven del novio de la hermana mayor de Ryotaro, Airi Sakurai, quien desapareció misteriosamente

## Personajes

### Riders
- Ryotaro Nogami (野上 良太郎 Nogami Ryōtarō?)/Kamen Rider Den-O (仮面ライダー電王 Kamen Raidā Den'ō?): es un hombre joven con mucha mala suerte. Cuando apareció por primera vez, se las arregló para quedar colgado en un árbol alto mientras estaba en su bicicleta después de perder el control y subir por un letrero caído. Incluso ha colocado una etiqueta con el nombre en su billetera para que pueda devolvérsela cuando sea robada. A pesar de sus dificultades, Ryotaro ayudará a cualquier persona necesitada si tiene la capacidad para hacerlo. Se niega a aceptar el autosacrificio como el único medio para proteger a los demás. Puede resistir el control de un Imagin contratado con él, entre otras cosas, mientras esté consciente. A medida que Ryotaro continúa su misión, se encuentra con más Imagin, cada uno de los cuales toma su cuerpo y lo usa como propio mientras dure su posesión. Cada uno de los cambios en su personalidad afecta el color de sus ojos y algunos mechones de su cabello, cambiando su color para que coincida con el Imagin mientras adquiere sus habilidades y parte de su fuerza junto con él:
  - Cuando Momotaros lo posee, Su cabello se levanta ligeramente con una sola raya roja y gana más definición muscular y fuerza física.
  - Cuando es poseído por Urataros, adquiere la habilidad de saber usar las palabras correctas para cortejar mujeres y convencer a casi todos. Su cabello es liso y largo y tiene una sola raya azul que lo atraviesa. Él también usa un par de anteojos con montura negra.
  - Cuando Kintaros lo posee, Su cabello crece de tal manera que tiene una cola de caballo con una raya amarilla dorada. Sin embargo, su fuerza aumentada a menudo resulta en autolesión y torpeza.
  - Cuando Ryutaros lo posee, incorpora el baile en todo lo que hace. Le crece una larga raya de pelo morado y negro y siempre se ve con una gorra marrón, y generalmente destruye todo lo que le rodea si se sale de control.
  - Cuando Sieg lo posee, aunque nunca forjaron un contrato, Su cabello está decorado con trenzas y tiene varios reflejos blancos con un mechón blanco y negro más largo en el lado izquierdo de la cara, y una boa blanca de plumas alrededor del cuello.
- Yūto Sakurai (桜井 侑斗 Sakurai Yūto?)/Kamen Rider Zeronos (仮面ライダーゼロノス Kamen Raidā Zeronosu?): Es un joven que viene del pasado, siempre se le ve acompañado de su imagin Deneb. A diferencia de Ryotaro, Yūto afirma que proteger el flujo de tiempo no es lo mismo que proteger a las personas. Él dice que salvar a las personas es innecesario si eso significa interrumpir el flujo de tiempo, incluso si eso significa sacrificios que se deben hacer para salvar el futuro. Tiene una personalidad muy deteriorada, y a menudo actúa como un niño cuando las cosas no salen como él quiere, lo que le valió el apodo de Boku-chan (僕ちゃん Boku-chan?) de Urataros. Yūto es también el tipo de figura que usaría métodos deshonestos para hacer el trabajo, pero ha abandonado esta forma de lucha.

### Aliados
- Hana (ハナ Hana?): Es el primer pasajero de Den-Liner, Es una joven miseriosa que convenció a Ryotaro de que se convirtiera en un Kamen Rider mientras explicaba los usos de los Rider Tickets y el Rider Pass. Ella lucha para poder proteger y preservar el flujo de tiempo de los Imagin, y que hizo un contrato con el propietario del DenLiner para hacerlo.
- Naomi (ナオミ Naomi?): Es la azafata del coche comedor de DenLiner, escenario de casi toda la acción a bordo del DenLiner. A pesar de sus esfuerzos, Naomi normalmente sirve café mal hecho (una vez puso wasabi en el café como un experimento), aunque los Imagin no pueden resistirlo. Ella es extremadamente hiperactiva y no se sorprende fácilmente, apegándose a su creencia de hacer solo café.
- Owner (オーナー Ōnā?): es el propietario del DenLiner y contratante de Hana, tiene la costumbre de hablar en acertijos complejos cuando se trata de la naturaleza del tiempo. Afirma que solo aquellos con un Rider Pass o, al menos, un boleto, pueden viajar en el DenLiner y, con él, trascender el tiempo mismo. Además, como propietario del DenLiner, no puede soportar pelear en su tren ni a nadie que se atreva a alterar el flujo del tiempo.
- Airi Nogami (野上 愛理 Nogami Airi?): es la hermana mayor de Ryotaro. Una figura maternal para su hermano, ella constantemente trata de ayudar a Ryotaro en un intento de encontrar su estrella de la suerte. Originalmente, ella se casaría con Yūto Sakurai. Sin embargo, la intención de Kai de matarlos para destruir el punto de unión obligó a Airi a permitir que Sakurai se borre a sí mismo y a su hijo del tiempo normal para poder evadir a Kai y su ejército de Imagin. Esto resultó con Airi perdiendo todo el recuerdo de su novio.
- Momotaros (モモタロス Momotarosu?): Momotaros originalmente estaba molesto de parecerse a un Oni rojo, aunque coincide con su personalidad orgullosa y de sangre caliente, contrastando con la personalidad tímida y cobarde de Ryotaro. Aunque inconscientemente coloca a Ryotaro en un peligro innecesario para satisfacer sus caprichos, Momotaros finalmente aprende a respetarlo y su deseo de proteger a los demás. A pesar de que exige respeto, Momotaros generalmente es puesto en su lugar por Hana y sus poderosos golpes. Tampoco sabe nadar, tiene reacciones extrañas al pimiento rojo y le tienen terror a los perros. Es interesante notar que Momotaros puede tener tanta o peor suerte que Ryotaro, también puede sentir cuando un Imagin está arrasando en la ciudad, y luego alerta a Ryotaro inmediatamente. Admitiendo que no recuerda su misión, Momotaros realmente prefiere pelear por sus propios caprichos.
- Urataros (ウラタロス Uratarosu?): Urataros es un casanova de cabeza fría con una personalidad muy convincente que consigue que la gente crea en sus constantes mentiras. El único que confía plenamente en él es Ryotaro, aunque Urataros se sintió un poco ofendido de que el humano esté "trivializando sus mentiras" y explica que miente simplemente por el hecho de mentir (aunque eso puede ser una mentira para verse bien) para complacerse a sí mismo . Mientras Momotaros pone en problemas a Ryotaro a través de métodos imprudentes, Urataros pone a Ryotaro en situaciones conflictivas cuando va a cortejar a varias mujeres.
- Kintaros (キンタロス  Kintarosu?): Él tiene la costumbre de chasquear su cuello y constantemente busca oponentes más fuertes que él. Desafortunadamente, a veces es incapaz de controlar su propia fuerza, lo que resulta en la destrucción accidental de las cosas, que luego intenta reparar para empeorar las cosas. Mientras que Kintaros es físicamente el Taros más fuerte, también es algo lento y tenue. También tiene la costumbre de dormir profundamente (parecido a la hibernación) hasta que la mera mención de cualquier palabra que suene remotamente similar a la palabra japonesa "llorar" (泣 ku naku?) a menudo provoca que Kintaros salga de su sueño. También se demostró que, al igual que Momotaros, el cuerpo de Kintaros reacciona de forma extraña a las comidas picantes.
- Ryutaros (リュウタロス Ryūtarosu?): Ryutaros es muy infantil en su personalidad con un amor por el dibujo y los animales, incluso se refiere cariñosamente a Airi como "hermanita" (お姉ちゃん onee-chan?) en comparación con la forma más formal de Ryotaro "hermana" (姉さん nee-san?). Ryutaros también parece disfrutar del break dance, hasta el punto de que incorporarlo a su estilo de lucha para causar el daño más colateral mientras dispara su arma. Siempre que está emocionado, Ryutaros pregunta algo antes de seguir con un "¡No puedo escuchar tu respuesta!"  Aunque egoísta y malcriado al principio, Ryutaros finalmente maduró más a medida que pasaba el tiempo con Ryotaro y los demás para guiarlo y hacerse amigo de él.
- Sieg (ジーク Jīku?): Debido a sus gestos principescos, Sieg se enfurece fácilmente cuando se lo trata con falta de respeto. Durante su primera vez en el Den-Liner, exigió que los otros lo llamaran "Príncipe" hasta que fue golpeado por Hana, llamándola "Princesa" (姫 Hime?). Después de su regreso, Sieg se refiere a los Taros como su "familia" en lugar de su anterior frase "amigo", o sus "retenedores". Debido a que "nació" en 2007, Sieg posee la capacidad única de reducir a otro Imagin a cuatro pulgadas de altura por un tiempo con la frase "¡Arrodíllate ante mí!" (頭が高い! Zu ga takai!?).
- Deneb (デネブ Denebu?): es un Imagin completamente contratado con Yūto Sakurai y lo ayuda tanto dentro como fuera de las batallas. Siendo lo opuesto a Yūto, Deneb sirve como su mayordomo y compañero en la batalla. Aunque sus intenciones son nobles, Deneb usualmente causa embarazosas consecuencias para Yūto, quien cómicamente lo golpea por ello. Aunque Yūto lo trata con una falta de respeto ocasional Deneb elige estar a su lado por amistad y lealtad, sabiendo que Yūto es una persona amable. Debido al hecho de que tiene una forma física en el espacio-tiempo normal, Deneb a menudo aparece en disfraces (mal construidos) para evitar sobresalir. Debido a la interacción limitada de Deneb con los Taros, él no tiene nombres para ellos. Sin embargo, en una ocasión llamó a Kintaros "Kumataros" (クマタロス Kumatarosu ?) y a Urataros como "Kametaros" (カメタロス Kametarosu?). Deneb es también el único aparte de Ryutaros que llama a Momotaros por su nombre real en lugar de un apodo.

### Villanos
- Imagin (イマジン Imajin?): Los Imagin eran originalmente seres del futuro lejano que perdieron sus formas físicas debido a un evento en el pasado borrando su propio tiempo, volviéndose dependientes de los recuerdos de otros para poder sobrevivir. Los Imagin olvidaron sus pasados pero retuvieron sus personalidades, como resultado. Dirigidos por Kai, llegan al año 2007 para encontrar humanos débiles y, a través de ellos, retroceder en el tiempo y destruir a esa persona para que su futuro pueda volver a ser realidad. Los Imagin poseen humanos al forjar un contrato, formando una forma física a través de la imaginación de su anfitrión. Los anfitriones, reconocidos por las arenas del tiempo que se derraman de sus cuerpos, reciben un solo deseo del Imagin. A cambio, el Imagin es capaz de sumergirse en el momento más preciado del pasado de la persona. Sin embargo, el anfitrión debe recordar hacer que el contrato para el Imagin viaje exitosamente al pasado. Además, debido a la naturaleza delicado del contrato, si el titular del contrato se olvida o muere antes de que se complete el contrato, el Imagin ligado a él o ella se desvanecería. Muchas veces los deseos de los anfitriones se "cumplen" de manera violenta y fortuita con seres inocentes que a menudo se lastiman en el proceso. Abriendo al ser humano como una puerta que revela un portal que conduce al momento apropiado, cortando sus lazos con el humano en el proceso. A partir de ahí, el Imagin toma el cuerpo de un anfitrión o simplemente se manifiesta en su forma física y comienza a causar un caos masivo. A su vez, debido a las leyes del tiempo, todo y todos los destruidos en el pasado ya no existen en el presente.
  - Kai (カイ kai?): Es el cerebro detrás de los ataques de Imagin, y les da psíquicamente la orden de destruir el presente para garantizar el futuro de los Imagin. Para elegir las fechas ideales para enviar de nuevo a un Imagin, Kai usa un calendario de páginas en negro donde tiene varios recuerdos de los anfitriones y el suyo propio para elegir. Para encontrar estas fechas, puede buscar en las mentes humanas recuerdos fuertes como el Imagin. Cuando usa sus propios recuerdos, una encarnación pasada de Kai aparece en el pasado solo para disolverse en una pila de arena. Kai también es capaz de abrir portales a través del tiempo y viajar a través de él sin el uso de un tren que viaja en el tiempo, y mediante esta habilidad también puede liberar ráfagas de energía capaces de borrar todo menos él mismo del tiempo y el espacio.

## Episodios
1. ¡He llegado! (俺、参上！ Ore, Sanjō!?)
2. Justo a Tiempo (ライド・オン・タイム Raido On Taimu?)
3. Momotaros El Fugitivo  (アウトロー・モモタロー Autorō Momotarō?)
4. ¡Oni, sal! Hablo en Serio (鬼は外！僕はマジ Oni wa Soto! Boku wa Maji?)
5. ¿Puedo Tomarte el Pelo? (僕に釣られてみる？ Boku ni Tsuraretemiru??)
6. La Dignidad de un Estafador (サギ師の品格 Sagishi no Hinkaku?)
7. Bomba de celos  (ジェラシー・ボンバー Jerashī Bonbā?)
8. Melodía Triste, Memoria de Amor (哀メロディ・愛メモリー Ai Merodī Ai Memorī?)
9. Mi Fuerza te ha hecho Llorar (俺の強さにお前が泣いた Ore no Tsuyosa ni Omae ga Naita?)
10. Hana y el Punto de Singularidad Tormentoso (ハナに嵐の特異点 Hana ni Arashi no Tokuiten?)
11. Locura, Ilusión, Aliento de Bebé (暴走・妄想・カスミ草 Bōsō Mōsō Kasumisō?)
12. ¡Corre Taros! (走れタロス！ Hashire Tarosu!?)
13. ¿Bueno? No puedo escuchar tu respuesta (いい？答えは聞いてない Ii? Kotae wa Kiitenai?)
14. Danza Con el Dragon (ダンス・ウィズ・ドラゴン Dansu Wizu Doragon?)
15. Pánico en el Baño (銭湯（バス）ジャック・パニック Basu Jakku Panikku?)
16. La Estrella de la Felicidad, La rendición del criminal (幸福の星、降伏の犯人（ホシ） Kōfuku no Hoshi, Kōfuku no Hoshi?)
17. ¡Esa persona justo ahora! ¿En el pasado? (あの人は今！も過去？ Ano Hito wa Ima! Mo Kako??)
18. un reloj del prometido (時計じかけの婚約者（フィアンセ） Tokei Jikake no Fianse?)
19. Ese Hombre, el Inicio de Zero (その男、ゼロのスタート Sono Otoko, Zero no Sutāto?)
20. Déjame decir esto para comenzar (最初に言っておく Saisho ni Itte Oku?)
21. Estilo de Pelea (ケンカのリュウ儀 Kenka no Ryūgi?)
22. Un Futuro Inexplicable (ハナせない未来 Hanasenai Mirai?)
23. ¡Entra el Príncipe, arrodíllate ante él! (王子降臨、頭が高い！ Ōji Kōrin, Zuga ta kai!?)
24. La canción de cuna de despedida de príncipe (グッバイ王子のララバイ Gubbai Ōji no Rarabai?)
25. Clímax doble salto (クライマックスＷ（ダブル）ジャンプ Kuraimakkusu Daburu Janpu?)
26. El boleto a la línea divina (神の路線へのチケット Kami no Rosen e no Chiketto?)
27. Horario de interrupción del colmillo (ダイヤを乱す牙 Daiya o Midasu Ga?)
28. Demasiado afortunado, demasiado emocionado, demasiado extraño (ツキすぎ、ノリすぎ、変わりすぎ Tsuki Sugi, Nori Sugi, Kawari Sugi?)
29. El show del horror de la suerte (ラッキー・ホラー・ショー Rakkī Horā Shō?)
30. Señora, ¿qué tal los fuegos artificiales? (奥さん花火どう？ Oku-san Hanabi Dō??)
31. Ai necessita a Yu (愛（アイ）・ニード・侑（ユウ） Ai Nīdo Yū?)
32. Última tarjeta de tren: ¡cero! (終電カード・ゼロ！ Shūden Kādo Zero!?)
33. Problema del tiempo: Kohana (タイムトラブラー・コハナ Taimu Toraburā Kohana?)
34. El pianista del intervalo de tiempo (時の間（はざま）のピアニスト Toki no Hazama no Pianisuto?)
35. Tarjeta de Resurrección Trágica: Cero (悲劇の復活カード・ゼロ Higeki no Fukkatsu Kādo: Zero?)
36. ¡Sin Posesión, Sin Secesión, Corte del tren! (憑かず、離れず、電車斬り！ Tsukazu, Hanarezu, Densha Giri!?)
37. Tengo la cara para eso, ¿no? (俺、そういう顔してるだろ？ Ore, Sōiu Kao Shiteru daro??)
38. El Rey tren dentro de la terminal de trenes (電車の中の電車王 Densha no Naka no Denshaō?)
39. Y el Rider no es más (電車の中の電車王 そしてライダーもいなくなる?, Soshite Raidā mo Inakunaru)
40. Cambio: Mundo Imagin (チェンジ・イマジン・ワールド Chenji Imajin Wārudo?)
41. Escándalo de caramelo (キャンディ・スキャンダル Kyandi Sukyandaru?)
42. Actualización de memoria (想い出アップデート Omoide Appudēto?)
43. Algo falta (サムシング・ミッシング Samushingu Misshingu?)
44. Resolución de una acción única (決意のシングルアクション Ketsui no Shinguru Akushon?)
45. Reviviendo un día en blanco (甦る空白の一日 Yomigaeru Kūhaku no Ichinichi?)
46. Ahora revelemos el amor y la verdad (今明かす愛と理（ことわり） Ima Akasu Ai to Kotowari?)
47. Lloraste sobre mi final (俺の最期にお前が泣いた Ore no Saigo ni Omae ga Naita?)
48. Despedidas opuestas... (ウラ腹な別れ・・・ Urahara na Wakare...?)
49. El clímax continúa, no importa qué (クライマックスは続くよどこまでも Kuraimakkusu wa Tsuzuku yo Dokomademo?)

### Películas
- Kamen Rider Den-O: I'm Born! (劇場版　仮面ライダー電王　俺、誕生！ Gekijōban Kamen Raidā Den'ō Ore, Tanjō!?): Estrenada el 8 de agosto de 2007.
- Saraba Kamen Rider Den-O: Final Countdown (劇場版 さらば仮面ライダー電王 ファイナル・カウントダウン Gekijōban Saraba Kamen Raidā Den'ō Fainaru Kauntodaun?): Estrenada el 4 de octubre de 2007
- Kamen Rider × Kamen Rider × Kamen Rider The Movie: Cho Den-O Trilogy (仮面ライダー×仮面ライダー×仮面ライダー THE MOVIE 超・電王トリロジー Kamen Raidā × Kamen Raidā × Kamen Raidā Za Mūbī: Chō Den'ō Torirojī?): Especial para video. Estrenado el 22 de mayo de 2010

## Reparto
- Ryotaro Nogami: Takeru Sato
- Yūto Sakurai: Yūichi Nakamura
- Hana: Yuriko Shiratori
- Naomi: Rina Akiyama
- Owner: Kenjiro Ishimaru
- Airi Nogami: Wakana Matsumoto
- Momotaros: Toshihiko Seki
- Urataros: Kōji Yusa
- Kintaros: Masaki Terasoma
- Ryūtaros: Kenichi Suzumura
- Deneb: Hōchū Ōtsuka
- Sieg: Shinichirō Miki
- Kai: Hideo Ishiguro
- Narrador: Kenjiro Ishimaru

## Temas musicales

### Tema de entrada
- "Climax Jump"
  - Letra: Shoko Fujibayashi
  - Música: Shuhei Naruse
  - Arreglos: Shuhei Naruse
  - Intérprete: AAA

### Tema de cierre
- "Double Action"
  - Letra: Shoko Fujibayashi
  - Música: LOVE+HATE
  - Arreglos: LOVE+HATE
  - Intérprete: Takeru Sato ft. Toshihiko Seki

- Datos: Q1154476